# Heterobasidiomycetes
La clase Heterobasidiomycetes, u hongos gelatinosos, es un grupo parafilético de varios órdenes: Tremellales, Auriculariales y Dacrymycetales. Estos hongos se denominan así debido a sus cuerpos fructíferos arborescentes e irregulares de consistencia gelatinosa. Al secarse endurecen, y vuelven a su estado original al rehidratarse.
Muchos hongos gelatinosos son comestibles incluso crudos, y raramente son venenosos. La mayoría de las especies del grupo no gozan de reconocimiento en la gastronomía occidental, al carecer de textura o sabor destacables, pero algunas especies, como Tremella fuciformis, son muy apreciados en la cocina vegetariana.

## Lista de gelatinosos

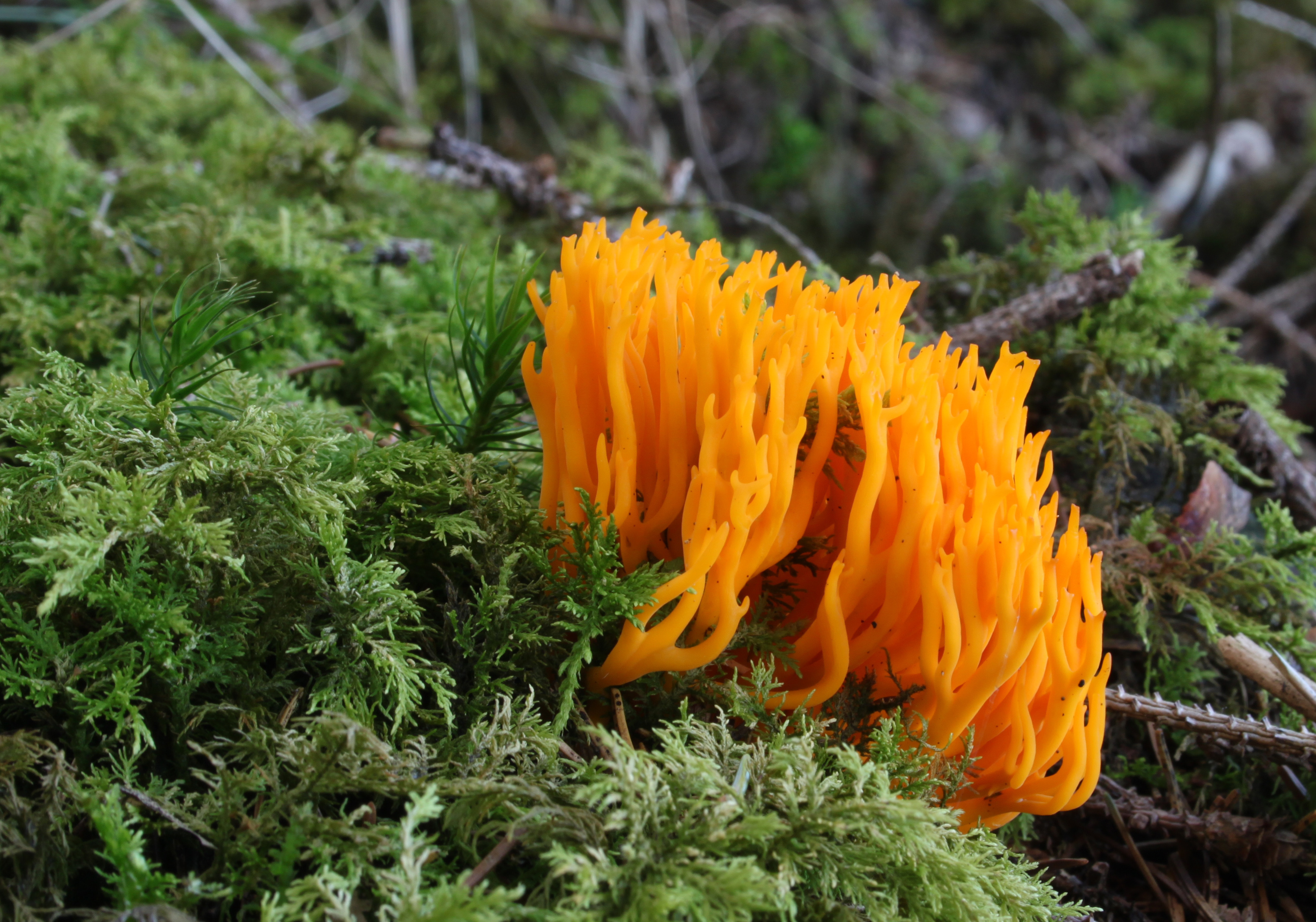
Calocera viscosa.

- Auricularia auricula-judae - oreja de lana, oreja de judío, oreja de Judas.
- Auricularia polytricha - oreja de nube.
- Calocera cornea
- Calocera viscosa
- Dacrymyces palmatus gelatinoso naranja.
- Dacryopinax spathularia
- Exidia glandulosa
- Guepiniopsis alpinus cono dorado gelatinoso.
- Phlogiotis helvelloides damasco gelatinoso.
- Pseudohydnum gelatinosum lengua gelatinosa.
- Tremella foliacea hoja gelatinosa
- Tremella fuciformis hongo de la nieve.
- Tremella mesenterica[2]
- Tremellodendron pallidium falso coral gelatinoso.